# Frances Stephens

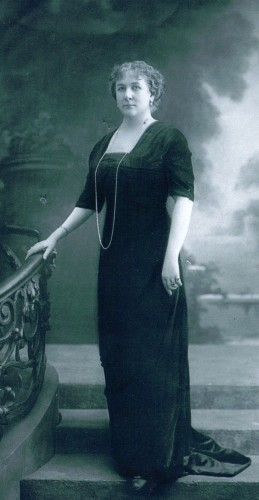
Frances Stephens, alrededor de 1905.

Frances Stephens (de soltera, Frances Ramsey McIntosh; 27 de enero de 1851, Edimburgo, Escocia-7 de mayo de 1915, en el océano Atlántico frente a Irlanda) fue una filántropa canadiense de ascendencia escocesa y dama prominente de la alta sociedad de Montreal. Era la esposa del terrateniente y abogado George Washington Stephens (1832-1904), quien llegó a ser ministro del gabinete de la provincia de Quebec.
Como pasajeros, ella y su pequeño nieto fallecieron en el lujoso transatlántico Lusitania cuando éste fue hundido por el submarino alemán U 20. De camino a Canadá para ser enterrada junto a su marido, su cuerpo y ataúd se perdieron cuando el barco que los trasportaba, el RMS Hesperian fue hundido por el mismo submarino. En los medios estadounidenses esto se llamó doble incriminación (Double Jeopardy).

## Vida y familia
Frances Stephens era hija de Nicholas Carnegie McIntosh y Margaret Brown, quienes provenían de Edimburgo, Escocia. Tenía una hermana mayor, Elizabeth. Las hermanas crecieron en acomodadas circunstancias en Montreal. Elizabeth McIntosh se casó con el empresario y abogado George Washington Stephens en 1865, quien luego ingresó a la política y se convirtió en miembro del parlamento y ministro de la provincia de Quebec.
Después de que Elizabeth muriera joven, Frances se casó con su viudo, que era diecinueve años mayor que ella, en 1878. Juntos tuvieron un hijo, Francis Chattan Stephens, nacido en 1887, y dos hijas, Elizabeth May (1879-1925; más tarde Sra. de John Wedderburn Wilson) y Marguerite Claire (1883-1935; más tarde Sra. de Andrew Hamilton Gault).  Chattan Stephens se convirtió en corredor de bolsa en la Bolsa de Valores de Montreal y fundó FC Stephens & Co. En 1912, se casó con Hazel Beatrice Kemp (1889-1961), hija del diputado canadiense y más tarde ministro militar Edward Kemp, en Toronto. Tuvieron dos hijos: Frances Elizabeth Stephens (15 de septiembre de 1912, París-2014) y John Harrison Chattan Stephens (8 de septiembre de 1913, Montreal). La familia Stephens era una de las más reconocidas e influyentes de la ciudad de Montreal. Frances Stephens era muy conocida y socialmente activa dentro de la alta sociedad. Después de la muerte de su marido, la principal preocupación de Frances fue su hijo y sus nietos.
F. Chattan Stephens ya había sido reservista de las fuerzas canadienses antes de la guerra. Cuando estalló la Primera Guerra Mundial, Stephens se convirtió en teniente en el 13º. Batallón canadiense enviado a Francia como parte de la Fuerza Expedicionaria Británica. Hazel lo siguió a Europa con su pequeña hija y se estableció en Sunningdale, Berkshire. John y Frances se quedaron en Montreal por el momento. Chattan no sirvió en el frente por mucho tiempo ya que pronto enfermó de fiebre de las trincheras. Rápidamente la enfermedad progresó hasta convertirse en endocarditis y Stephens tuvo que ser tratado en el hospital de la Cruz Roja de Ruan.

## Muerte en el Lusitania
Debido a la enfermedad de su hijo, Frances Stephens decidió viajar a Europa con su nieto John, de 18 meses, para reunir a la familia y ayudar a Hazel con los niños. Abordó el transatlántico Lusitania de Cunard Line, uno de los barcos de pasajeros más grandes y rápidos de su época, en Nueva York el 1 de mayo de 1915, como pasajera de primera clase. La acompañaban su criada suiza Elise Oberlin y la niñera inglesa Caroline Milne, a quien había contratado para cuidar de John.
Frances y Elise ocuparon el camarote D-5, John y Caroline estaban en el D-9. En el comedor de primera clase, Frances compartía su mesa con muchos otros pasajeros destacados, incluido el empresario y barón canadiense Sir Frederick Orr-Lewis, William Holt, hijo del banquero canadiense Sir Herbert Holt, y la esposa y las hijas del propietario del barco, el señor Montagu Allan. Seis días después de zarpar, el 7 de mayo de 1915, el Lusitania fue hundido con un torpedo frente a la costa sur de Irlanda por el submarino alemán U 20. Después del almuerzo, Frances y su grupo habían ido a la cafetería de la terraza a tomar una taza de café en la sobremesa.
El grupo, presa del pánico, permaneció unido en la cubierta del barco, con Sir Orr-Lewis atando chalecos salvavidas a todos. Frances Stephens fue vista por última vez en el imponente lado de babor del barco con John en brazos; murieron en el hundimiento. Su cuerpo fue sacado del mar con un bichero la noche del 7 al 8 de mayo y llevado a tierra. Orr-Lewis, uno de los pocos supervivientes de su tertulia, la identificó al día siguiente en una morgue de Queenstown. Llevaba un chaleco salvavidas y joyas caras. Los cuerpos de John, Elise y Caroline nunca fueron encontrados.

## En elHesperian
El Hesperian era un barco de pasajeros de 10.920 tn encargado en 1908 por la compañía naviera canadiense Allan Line, cuyo presidente era Montagu Allan. El 4 de septiembre de 1915, el barco al mando del capitán William Main con 814 pasajeros y varios cientos de tripulantes a bordo partió de Liverpool hacia Quebec y Montreal. El cuerpo embalsamado de Frances Stephens estaba a bordo para ser trasladado a Canadá y enterrado junto a su marido en el Cementerio Mount Royal de Montreal.
En la tarde del mismo día, el barco fue avistado por el submarino U 20 al mando del capitán de corbeta Walther Schwieger, quien disparó un torpedo alrededor de las 20:20 horas. Era el mismo submarino con el mismo comandante que había hundido al Lusitania cuatro meses antes. Al igual que entonces, el torpedo arrojó al aire una pared de agua que cayó sobre la cubierta del Hesperian y causó grandes daños. El barco rápidamente se inclinó pesadamente hacia estribor y comenzó a hundirse sobre la proa. En este ataque murieron 32 personas. El cuerpo de Frances Stephens en las bodegas, acabó en el fondo del océano.

## Después de su muerte
Su hijo Chattan fue dado de baja del servicio militar debido a su mala salud. Él y Hazel nunca superaron la muerte de su hijo John. Después del hundimiento del Lusitania, regresaron a Montreal, donde Chattan murió el 16 de octubre de 1918 a la edad de 31 años como resultado de una infección gripal. Hazel se casó con el abogado Arthur Boucher Colville (1877-1931) en 1920. Después de su repentina muerte, los periódicos canadienses difundieron el rumor de que Hazel se había comprometido con Richard Bedford Bennett, entonces Primer ministro de Canadá. Pero éste no era el caso.
La nieta de Frances Stephens, Frances, se casó con Murray Gordon Ballantyne, hijo del senador canadiense Charles Colquhoun Ballantyne, en 1947. En memoria de su abuela, Frances Stephens Ballantyne publicó el ensayo Double Jeopardy – Lusitania's Unique Victim, que recibió una amplia atención de los medios. Murió centenaria el 11 de septiembre de 2014.